# Buxetroldia
Buxetroldia es un género de hongos de la familia Halosphaeriaceae. Este es un género monotípico que contiene la única especie Buxetroldia bisaccata, descrita como nueva para la ciencia en 1997.